# Sân vận động Tottenham Hotspur
Sân vận động Tottenham Hotspur (tiếng Anh: Tottenham Hotspur Stadium) là một sân vận động bóng đá ở Tottenham, Luân Đôn. Đây là sân nhà của câu lạc bộ Tottenham Hotspur. Sân đã thay thế sân vận động cũ của câu lạc bộ, White Hart Lane. Với sức chứa 62.850 chỗ ngồi, đây là sân vận động bóng đá lớn thứ ba ở Anh và là sân vận động lớn nhất ở Luân Đôn thuộc sở hữu của câu lạc bộ. Sân được thiết kế để trở thành một sân vận động đa năng và có mặt sân bóng đá có thể thu vào, phân chia đầu tiên trên thế giới, để lộ ra mặt sân cỏ tổng hợp bên dưới để có thể được sử dụng cho NFL London Games và NASL London Games, các buổi hòa nhạc và các sự kiện khác.
Việc xây dựng sân vận động được khởi xướng như là trọng tâm của Dự án Phát triển Northumberland, nhằm mục đích trở thành chất xúc tác cho kế hoạch hồi sinh Tottenham trong 20 năm. Dự án bao gồm địa điểm của sân White Hart Lane hiện đã bị phá dỡ và các khu vực liền kề với sân. Dự án được hình thành lần đầu tiên vào năm 2007 và được công bố vào năm 2008, nhưng kế hoạch đã được sửa đổi nhiều lần và việc xây dựng sân vận động, bị tranh chấp và trì hoãn, đã không được bắt đầu cho đến năm 2015. Sân vận động sau đó đã được khánh thành ngày 3 tháng 4 năm 2019 với một buổi lễ trước trận đấu đầu tiên của Premier League được tổ chức tại sân vận động trước Crystal Palace.
Tên gọi "Sân vận động Tottenham Hotspur" là tạm thời, với ý định bán quyền đặt tên cho sân vận động, để sân được đặt theo tên của một nhà tài trợ. Sân vận động đôi khi được người hâm mộ và một số người trong giới truyền thông gọi là White Hart Lane mới.